# 세타가와촌
세타가와촌(瀬田河村)은 오카야마현 마니와군에 있던 촌이다.  현재의 마니와시에 해당한다.

## 역사
- 1889년 6월 1일 - 정촌제 시행에 수반해 가이데촌, 가미이치제촌, 시모이치제촌, 니시고치촌이 합병해 마시마군 세타가와촌이 성립하였다
- 1900년 4월 1일 - 오바군과 합병해 마니와군이 성립하여 세타가와촌은 마니와군에 소속되었다.
- 1904년 6월 1일 - 구세정에 편입해, 동일 '세타가와촌은 폐지되었다.

## 大字
현재는 모두 마니와시의 오아자로 존속하고 있다.。읽기 뒷자리는 현재 우편번호.
- 가이데 開田（かいで） 〒719-3111
- 가미이치제 上市瀬（かみいちぜ） 〒719-3141
- 시모이치제 下市瀬（しもいちぜ） 〒719-3143
- 니시고치 西河内（にしごうち） 〒719-3145

## 참고문헌
- 和泉橋警察署 『新旧対照市町村一覧』第2冊（東京：加藤孫次郎、1889（明22））
- 地名編纂委員会 『角川日本地名大辞典33 岡山』（角川学芸出版、1989、ISBN 4040013301）